# ヤマハッカ
ヤマハッカ（山薄荷、学名：Isodon inflexus）は、シソ科ヤマハッカ属の多年草。

## 特徴
地下に塊状の木化した地下茎があり、そこから茎が出て、高さ40-100cmになる。茎は四角形で直立し、稜上には下向きの毛が生え、上部で分枝する。葉は対生し、葉身は広卵形から三角状広卵形で、長さ3-6cm、幅2-4cmになり、先は鈍頭からやや鈍頭になり、縁にはやや鈍い鋸歯があり、基部は細くなって長さ0.5-3cmの翼がある葉柄につづく。葉の両面にまばらに毛が生える。
花期は9-10月。茎先と上部の葉腋から集散花序をだし、唇形の花をまばらに数個ずつ何段にもわたった細長く狭い花穂をつける。萼はほぼ等しく5中裂し、長さは花時で2.5-3mm、果時には5-6mmになり、細かい毛が生える。花冠は青紫色で、長さ7-10mm、筒部と裂片部の長さはほぼ同長、上唇は立ち上がって4裂し、上唇の中央部分に細かい紫色の斑紋があり、下唇は縁が内側に巻いたボート形になって水平に前方につき出る。雄蕊は4個あって、うち2個が長く、雌蕊1個とともに下唇の中に包まれる。果実は4個の球形で長さ約1.3mmになる分果からなり、伸びた宿存する萼に包まれる。染色体数は2n=24。
葉が特に大きいものを、オオバヤマハッカ var. macrophyllus (Maxim.) Kudôとして区別する考えもあるが、変異は連続的であるとして、YList では、シノニムの扱いである。

## 分布と生育環境
日本では、北海道、本州、四国、九州に分布し、山地の林縁や草地にごくふつう生育する。世界では、朝鮮半島、済州島、中国大陸に分布する。

## 名前の由来
和名ヤマハッカは、「山薄荷」の意であるが、ハッカ油をとるハッカのような香気はない。古くからある名前で、1856年（安政3年）に出版された飯沼慾斎の『草木図説』に「ヤマハツカ」がある。
種小名（種形容語）inflexus は「内曲した」の意味。

## 種の保全状況評価
国（環境省）のレッドデータブック、レッドリストの選定状況はない。都道府県のレッドデータ、レッドリストの選定状況は次の通り。鹿児島県-分布特性上重要な種。

## 分類
同属のイヌヤマハッカ Isodon umbrosus var. umbrosus に似る。本種は、葉身が広卵形から三角状広卵形で、長さ3-6cm、幅2-4cmになり、先は鈍頭からやや鈍頭になる。萼片がほぼ等しく5中裂し、花冠の上唇に紫色の斑紋がある。分布域は広く、北海道、本州、四国、九州、朝鮮半島、中国大陸に分布する。一方、イヌヤマハッカは、葉身が長楕円状披針形で、長さ5-15cm、幅1.5-3.5cmになり、先は細長くとがる。萼片はやや唇形になり、上唇は3裂し、下唇はやや長く2浅裂し、花冠の上唇に紫色の斑紋がない。分布域は狭く、本州の関東地方南西部から中部地方東南部の太平洋側に分布する。

## 下位分類
- シロバナヤマハッカ Isodon inflexus (Thunb.) Kudô f. leucanthus (Nakai) H.Hara (1949)[15]
- メヤマハッカ Isodon inflexus (Thunb.) Kudô f. subglaber (Makino) H.Hara (1949)[16]

## 自然雑種
ヤマハッカ属には属内のほとんどの種間に自然雑種が報告されている。ヤマハッカに関連するものを次に示す。
- カメバヤマハッカ Isodon × suzukii Okuyama (1956) [18] - ヤマハッカ×カメバヒキオコシ。
- クロバナヤマハッカ Isodon × ohwii Okuyama (1956)[19] - ヤマハッカ×クロバナヒキオコシ。
- ヤマアキチョウジ  Isodon × arakii Murata (1959)[20] - ヤマハッカ×アキチョウジ。

## ギャラリー

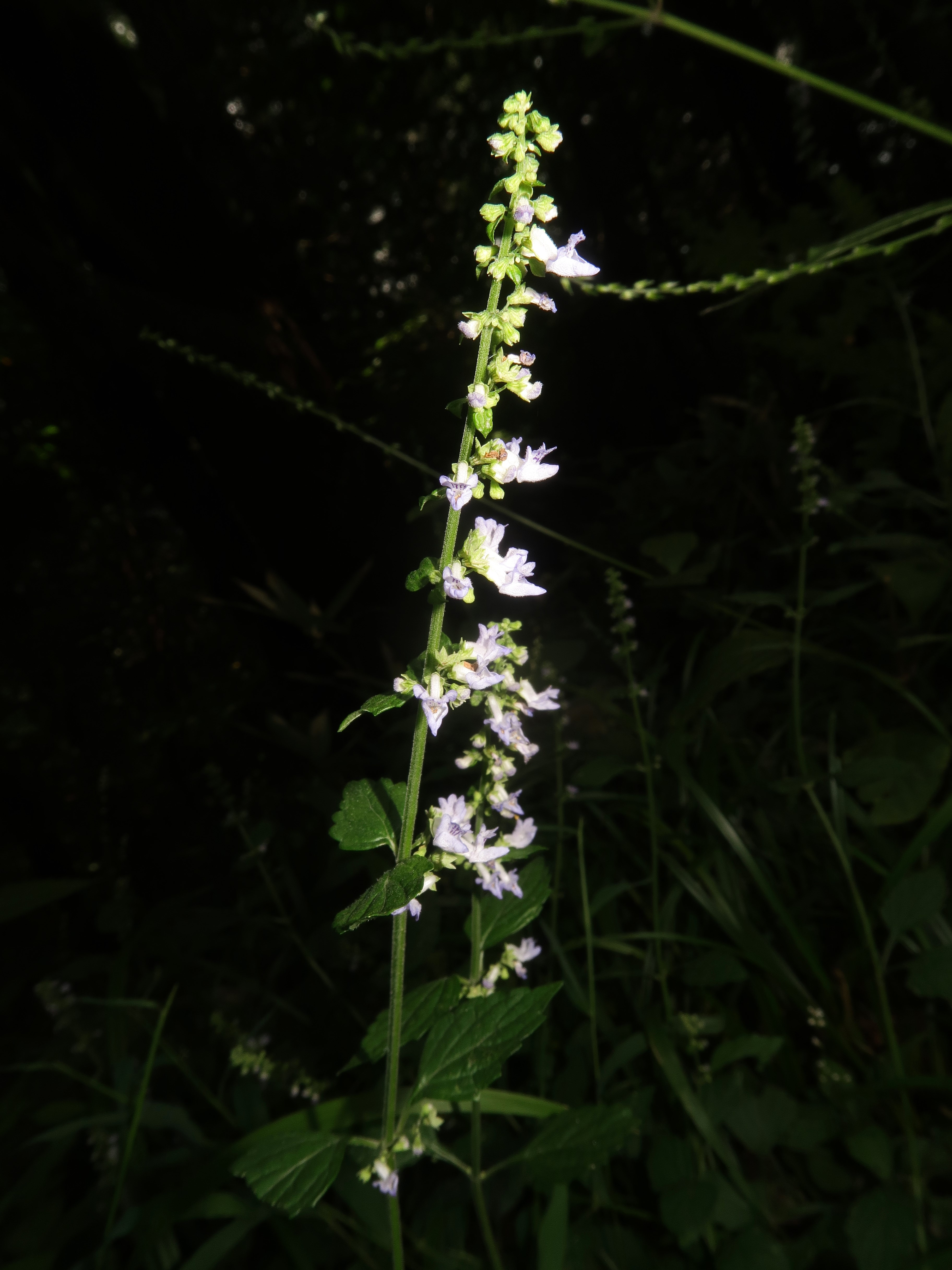
唇形の花をまばらに数個ずつ何段にもわたった細長く狭い花穂をつける。
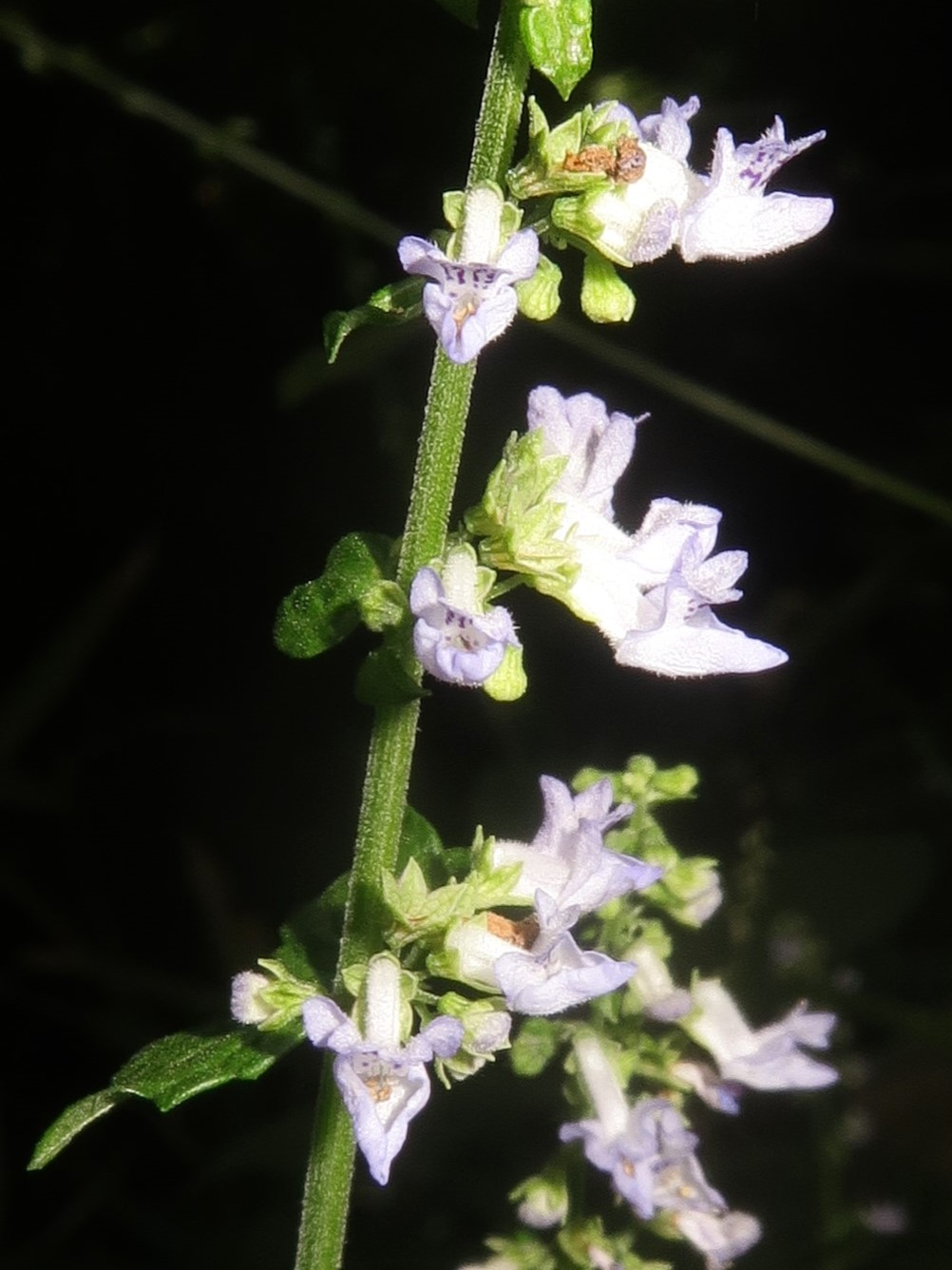
左の拡大。萼はほぼ等しく5中裂し、細かい毛が生える。花冠は青紫色で、筒部と裂片部の長さはほぼ同長、上唇は立ち上がって4裂し、上唇の中央部分に細かい紫色の斑紋があり、下唇は縁が内側に巻いたボート形になって水平に前方につき出る。
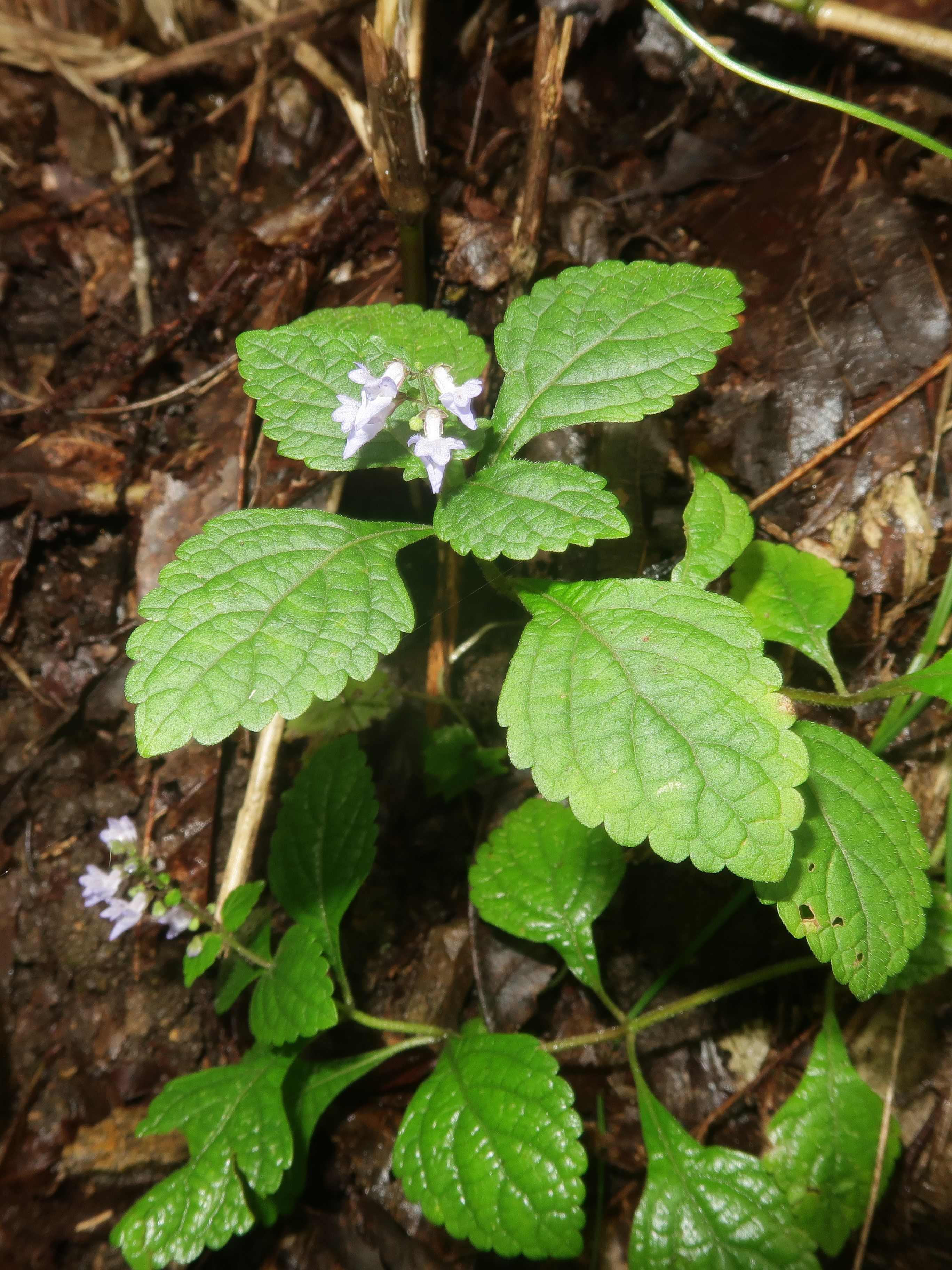
葉は対生し、葉身は広卵形から三角状広卵形で、先は鈍頭からやや鈍頭になり、縁にはやや鈍い鋸歯があり、基部は細くなって翼がある葉柄につづく。葉の両面にまばらに毛が生える。